# M-fenilendiamină
m-fenilendiamina (denumită și 1,3-diaminobenzen) este un compus organic cu formula chimică C6H4(NH2)2. Este un izomer de fenilendiamină, fiind un solid incolor.

## Obținere
Obținerea m-fenilendiaminei se face prin hidrogenarea 1,3-dinitrobenzenului, rezultat în urma reacției de dinitrare a benzenului:
{\displaystyle {\ce {C6H6 + 2 HNO3 -> C6H4(NO2)2 + 2 H2O}}}
{\displaystyle {\ce {C6H4(NO2)2 + 3 H2 -> C6H4(NH2)2 + 2 H2O}}}

## Proprietăți chimice
m-fenilendiamina este utilizată ca agent de cuplare, pentru obținerea unor coloranți albaștri.